# Regne de Loango
El Regne de Loango (també Lwããgu) va ser un estat africà precolonial, situat en una àmplia regió que avui forma part de Cabinda (Angola), la República del Congo, la República Democràtica del Congo i Gabon, des del segle XV fins al XIX. Durant el seu apogeu, en el segle xvii, s'estenia des de Mayombe en el nord, fins a gairebé la desembocadura del riu Congo. Els seus habitants parlaven un dialecte septentrional de la llengua kikongo, també utilitzat en el Regne del Congo.
Loango va exportar coure al mercat europeu, i va ser un important productor i exportador de teles. El viatger anglès Andrew Battel, quan va estar allà al voltant de 1610, va registrar que el predecessor del rei sense nom havia de ser "Gembe" o Gymbe (modernitzat com "Njimbe"), possiblement el fundador del regne. Amb la mort del rei Buatu en 1787, la successió del lideratge és incerta.

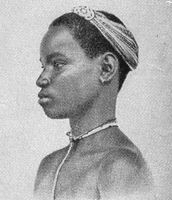
Noia loango

Se sap que el regne va acabar després de la Conferència de Berlín (1884-1885) a tot tardar, quan les potències colonials europees es dividiren la majoria d'Àfrica Central entre elles.

## Nom
Els habitants, que són una branca dels bakongo, van parlar un dialecte kikongo parlat també al regne del Congo. Els missioners que van visitar la costa de Loango a finals del segle xix sovint anomenaven a la gent de Loango Bafiote, i la seva llengua Fiote. Actualment se'ls sol donar el nom ètnic Vili o Bavili. Aquest terme està testificat des del començament del segle xvii, on normalment s'escrivia "Mobili" (plural Mobilis). Aquest terme és la forma singular (avui Muvili) pluralitzada segons les regles del portuguès.

## Història

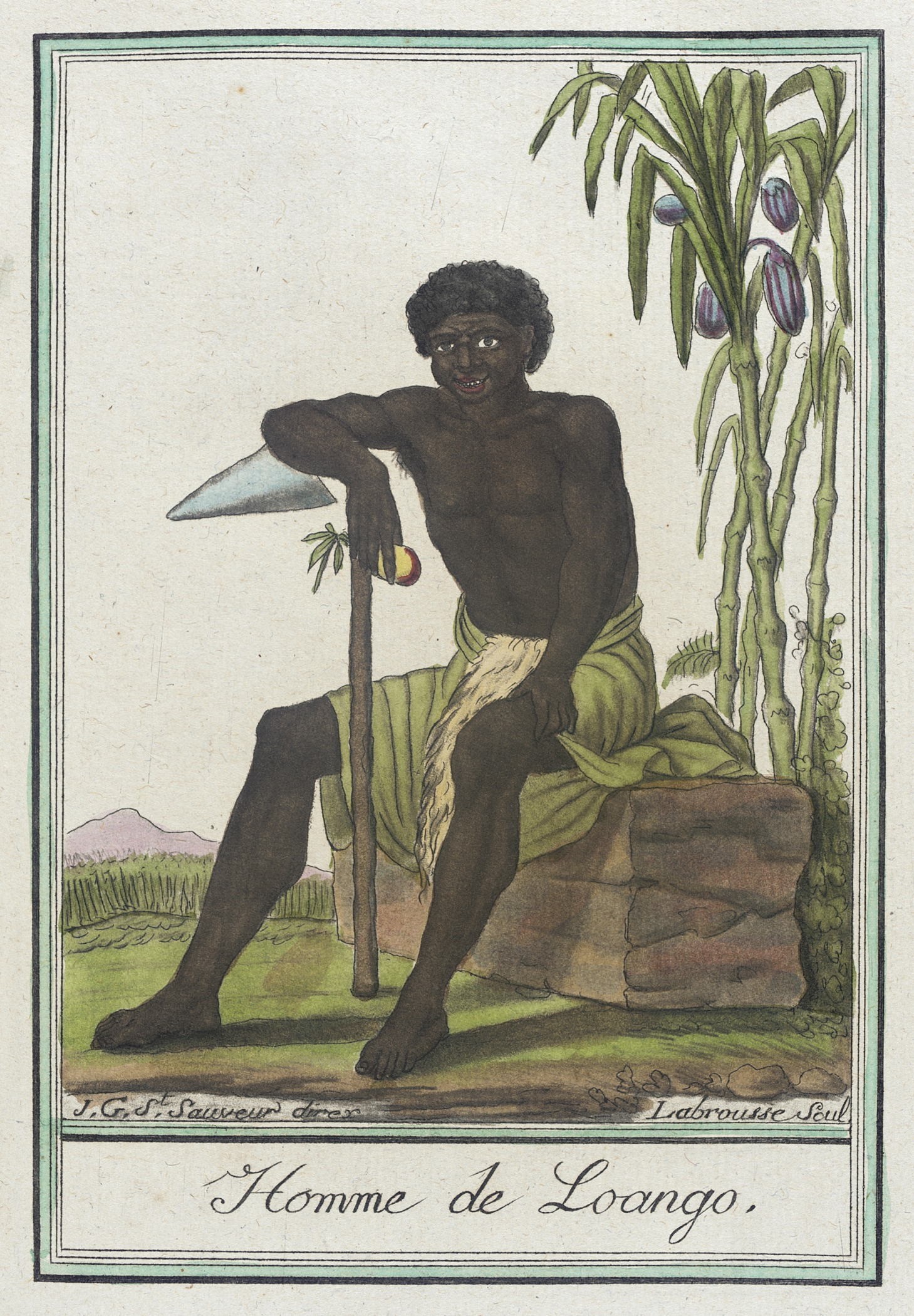
Home de Loango, gravat del.

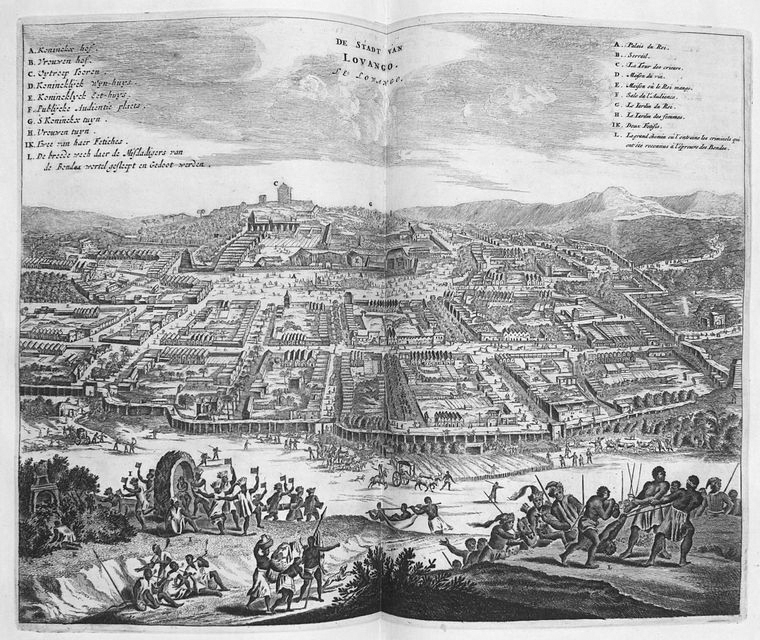
Ciutat de Mbanza Loango.

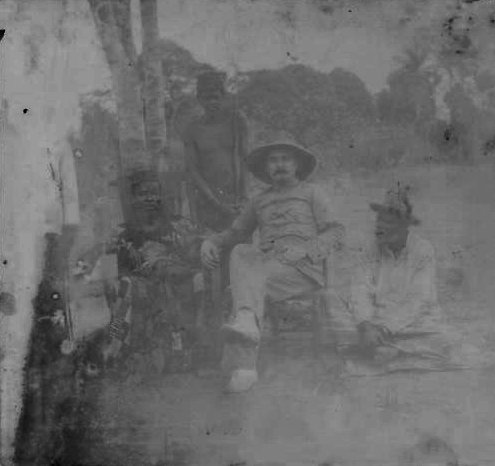
El Ma-Loango, el primer ministre, la seva guàrdia d'honor i un viatger francès.

### Origen
Els orígens del regne són confusos. El complex més antic que ha estat trobat a la regió, és el de Madingo Kayes, que havia estat ja un assentament en el passat, sense que es tinguin dades del seu desenvolupament posterior. En l'actualitat, l'evidència arqueològica és massa gran sobre els desenvolupaments de finals del segle xv o principis del XVI.

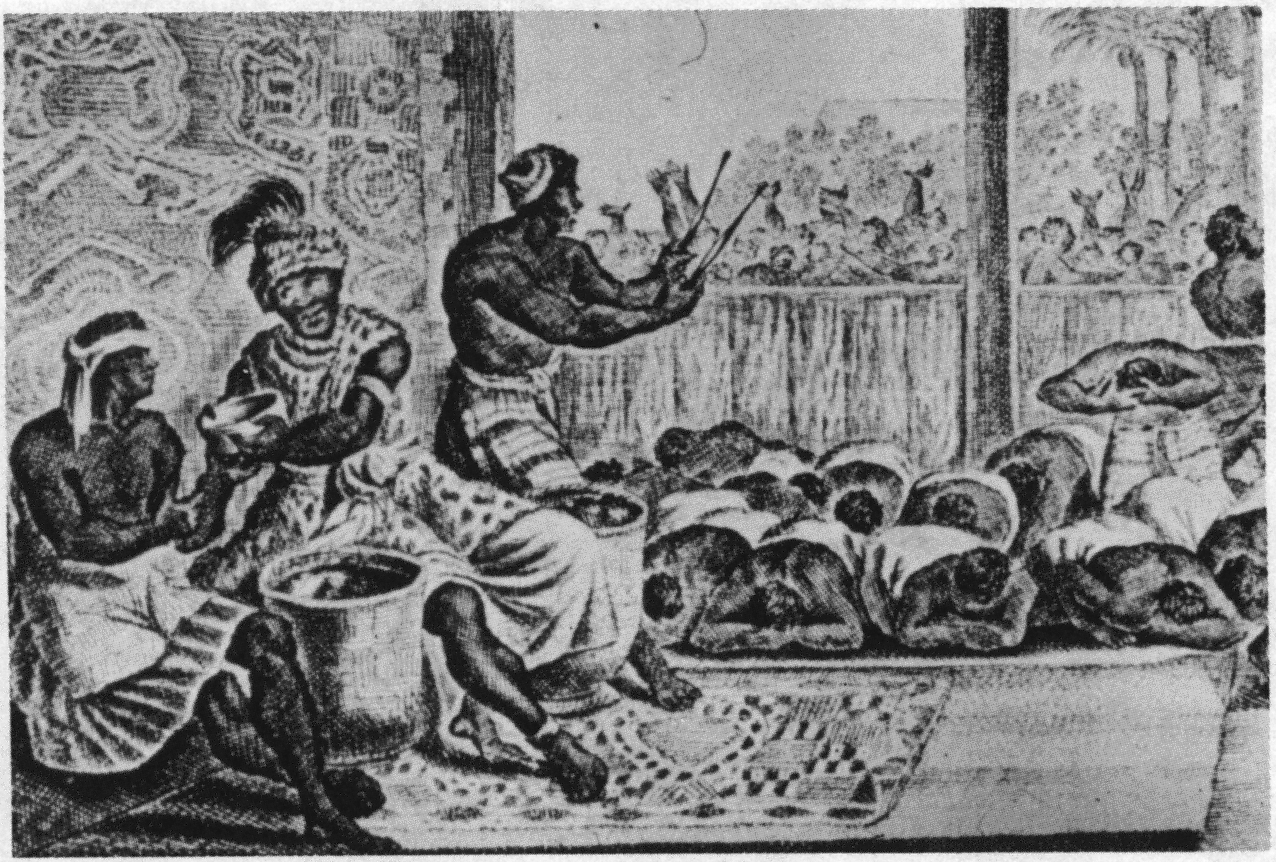
La cort de N'Gangue M'voumbe Niambi, del llibre Naukeurige beschrijvinge der Afrikaensche Eylanden (1668) d'Olfert Dapper

Loango no és esmentat, ni figura en els registres dels primers exploradors de la regió. Tampoc s'esmenta entre els títols del Rei Afonso I del regne del Congo en 1535, encara que Kakongo i Ngoyo, els seus veïns del sud sí ho són. La primera referència a Loango en una font documental és una menció al voltant de 1561 per Sebastião de Souto, un sacerdot de Congo, que el rei Diogo I (1545-61) va enviar missioners per convertir Loango al cristianisme. Duarte Lopes, 
ambaixador de Congo a la Santa Seu (Roma) el 1585, va relacionar que "Loango és amic del rei del Congo i es diu que era un vassall en temps passats", que és coherent amb els orígens de Loango a partir de Kakongo, un vassall del Congo.
Els visitants holandesos van registrar el primer relat tradicional de l'origen del regne en els anys 1630 o 1640. Segons el relat del geògraf Olfert Dapper, la regió on es construiria Loango estava poblada per una sèrie de petits estats com Mayumba, Kilongo, Piri i Wansi, "cadascun amb el seu propi líder" que "van fer la guerra els uns als altres". Va recordar que el fundador de Loango, que dominava el districte de Nzari en el petit regne costaner de Kakongo, en si mateix un vassall de Congo, va triomfar davanttots els seus rivals a través de l'hàbil ús d'aliances per derrotar els qui se li van oposar, particularment Wansa, Kilongo i Piri, els dos últims sotmesos després de dues guerres. Tanmateix, una vegada que això s'havia efectuat, una sèrie de regions més septentrionals, com Docke i Sette, es van sotmetre voluntàriament. Després d'haver aconseguit la conquesta el nou rei es va traslladar cap al nord i després d'haver fundat assentaments en diversos llocs, va construir la seva capital a Buali, a la província de Piri (a partir del qual es deriva el nom ètnic "Muvili").
El viatger anglès Andrew Battel va escriure quan hi va estar al voltant de 1610, que el predecessor del rei sense nom que governava en aquell moment era anomenat "Gembe" o "Gymbe" (modernitzat com "Njimbe"). Una descripció holandesa publicada en 1625 va dir que un governant que havia mort algun dia abans d'aquesta data havia governat durant 60 anys i, per tant, va prendre el tron al voltant de 1565. La cronologia documental fa, doncs, molt probable que Njimbe fos el fundador i primer governant esmentat en les tradicions, i aquesta suposició és recolzada per tradicions registrades al voltant de 1890 per R. E. Dennett, que també va nomenar Njimbe com el primer governant.
A partir de les tradicions posteriors dels segles xix i xx que van unir la fundació de Loango amb la del Congo, Phyllis Martin va plantejar un fonament molt més antic, a finals del segle xiv o principis del XV. A continuació, argumenta que l'absència de Loango dels primers títols del rei del Congo és evidència que Loango ja era independent en aquell moment.
Poc se sap sobre la ciutat de Mbanza Loango, a més de que era una de les més avançades urbs d'Àfrica, l'economia de les quals es va basar en gran manera en l'esclavitud en durant la dècada de 1880. El declivi de la ciutat comença amb l'abolició de l'esclavitud i la fi del comerç atlàntic d'esclaus cap a Amèrica, cap a on es dirigien la major part d'esclaus que eren venuts.

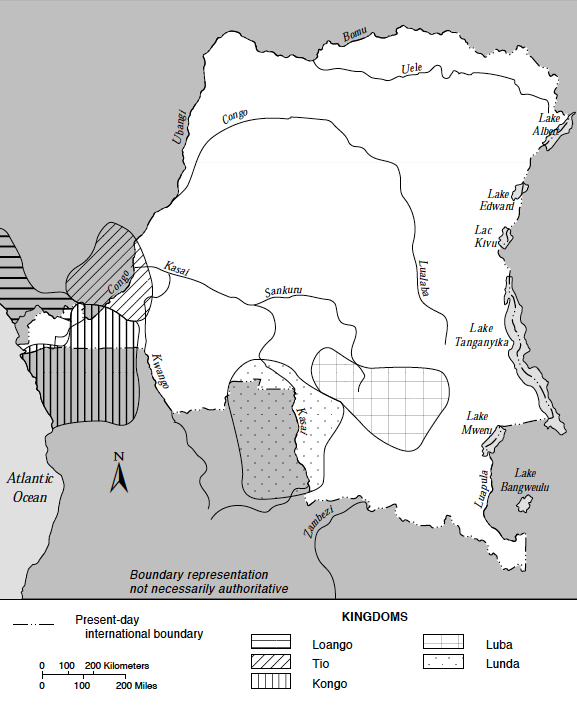
Loango i els altres estats del Congo

### Successió reial
Njimbe havia creat una regla de successió al voltant de l'any 1600, per la que el rei va donar ordre a quatre províncies a membres de la seva família, anomenades províncies de Kaye, Boke, Selage i Kabango, i el rei havia de ser elegit d'una rotació entre ells. Quan el rei va morir, el governador de Kaye es va fer càrrec, com ho va fer realment en la successió anterior a 1624, i si es seguia la regla, el cap de Boke ocupava el lloc; els altres dos governants provincials també van avançar regnar, i el rei va nomenar un nou governant per Kabango.
El 1663, el rei governant va ser batejat com Afonso pel caputxí italià Bernardo Ungaro, però hi va haver una gran oposició des de dins del país, i de fet, quan va morir, es va fer càrrec d'un no cristià, però aquest va ser derrotat per un partit cristià el 1665. Aquesta guerra civil encara estava en curs en els anys 1670. Després d'aquesta guerra civil, una part del partit cristià va fugir als territoris veïns, un dels quals, conegut per la història com Miguel da Silva, va ser elegit cap de Ngoyo i hi va governar allí en 1682.
Quan el comerciant anglès Nathaniel Uring va arribar a Loango per comerciar en 1701, va informar que el rei havia mort i el poder de l'administració estava en mans de la "Reina o cap d'Estat d'aquest país", anomenada "Mucundy" i amb qui va haver de tractar com si estigués amb el governant. Aquest títol es refereix a una dona amb un rol habitual en l'administració com a supervisora dels afers de dona.
Han transcorregut molts anys abans que tinguem una altra instantània del govern de Loango; durant aquest temps les regles de successió, ja siguin formals o informals, semblen haver canviat. Quan els missioners francesos dirigits per Abbé Liévin-Bonaventure Proyart van arribar a Loango el 1766, van assenyalar que no hi havia una successió clara al tron, que qualsevol persona nascuda d'una persona considerada com a princesa (només la successió femenina importava) podria aspirar al tron. A més, la mort d'un rei era causa d'un interregne freqüentment llarg; el rei governant el 1766 havia arribat al poder després d'un interregne de set anys, durant el qual els assumptes del país eren gestionats per un regent anomenat Mani Boman. El Mani Boman va ser nomenat pel rei quan era viu. En general, dos eren nomenats per cobrir l'eventualitat de la mort d'un dels dos. Al seu torn, van rebre les peticions d'un nombre de candidats elegibles per al tron.
Finalment, els electors del regne, que eren els que tenien càrrecs designats pel difunt rei, es reunien per decidir el proper rei. En teoria, tal com va sostenir l'antiga constitució, el rei també nomenava al seu successor i el va col·locar com a sobirà de Kaye, per succeir-lo a la seva mort, però a mesura que hi havia tanta controvèrsia quant a qui hauria d'ocupar el càrrec, el darrer rei va morir sense nomenar un Ma-Kaye.
La historiadora Phyllis Martin sosté que el comerç exterior del país havia enriquit alguns membres de la noblesa davant dels altres i, per tant, havia pressionat l'antiga constitució com a prínceps adinerats afavorint la seva posició. Argumenta que importants membres del consell eren persones que havien obtingut les seves posicions a través del contacte amb el comerç exterior, en particular el comerç d'esclaus, i havien arribat a compartir el poder amb el rei. Proposa que aquesta alteració en poder relatiu permetia al consell dominar el rei forçant una interregne més llarg i durador. De fet, després de la mort del rei Buatu en 1787, cap rei va ser escolli durant 100 anys. No obstant això, fins a cert punt l'autoritat reial quedava en mans d'una persona titulada Nganga Mvumbi (sacerdot del cadàver) que vigilava el cos del rei mort esperant l'enterrament. Alguns d'aquests Nganga Mvumbi es van succeir a finals del segle xviii i durant el segle xix.

### Administració i govern
En teoria, els reis de Loango tenien poder absolut i fins i tot diví. Al segle xvii, el rei nomenava diversos governadors provincials, escollint-los d'entre la seva pròpia família. La descripció del govern d'Olifert Dapper cap al 1640 és l'única comprensiva que existeix del segle xvii. El rei governava de prop un grup de pobles i petits territoris al voltant de la província de Loangogiri. Altres districtes més allunyats eren típicament governats per la seva pròpia elit, i seguien les seves pròpies regles, però eren supervisats per funcionaris de la cort. Mayumba, Dingy i Chiloangatiamokango, per exemple, eren supervisats pels nobles nomenats des de la cort, mentre que Gobby no estava sota cap supervisió reial.
Al districte central, cada poble o barri era governat per un noble nomenat pel rei, i a més tenia un nombre considerable de regidors, també nomenats per ell. Els informes sobre el govern a la fi del segle xviii mostren poc canvi en la teoria del govern de Loango; el despotisme reial encara tenia la sensació de Dret Diví, i el seu poder religiós era considerable. Les persones lliures del país estaven obligades a pagar impostos sobre llurs persones, l'extensió de la terra que conreaven, el nombre d'esclaus que posseïen i el bestiar que posseïen. Funcionaris nomenats pel rei governaven a nivell provincial i de poble; recaptaven impostos i duien a terme tasques judicials sota el nom del rei. De vegades cobraven els impostos, per exemple agafant quatre cabres quan e suposava que només recaptaven tres. El consell reial tenia diverses oficines burocràtiques: Magovo i el seu associat Mapouto s'encarregaven dels afers exteriors, Makaka era ministre de guerra i comandant de l'exèrcit, Mfouka era ministre de comerç i Makimba era el "gran mestre de les aigües" i els boscos", a més d'altres. Alhora cada ministre emprava una sèrie d'esclaus per dur a terme les seves tasques.
El rei tenia un gran interès en l'administració de la justícia. Gran part del seu temps es dedicava a escoltar casos i resoldre disputes, tot i que l'abat Proyart, que va registrar aquestes institucions, creia que els funcionaris i, actuant sota el nom del rei, sovint abusaven de les seves decisions i feien massa demandes, causant "problemes i desolacions en un província sencera."

### Religió
Els visitants holandesos de la primera meitat del segle xvii van deixar una descripció detallada de la religió de Loango, especialment segons informa Olfert Dapper. Van assenyalar que la gent de Loango creia en Déu, a qui anomenaven "Sambian Ponge" (Kikongo modern: "Nzambi a Mpungu"), però va afirmar que només coneixien el seu nom i no volien saber més sobre ell.
La cosmologia no es va lliurar d'una autoritat centralitzada. Per exemple, hi havia diverses opinions actuals al segle xvii sobre el destí dels qui havien mort: alguns sostenien que van renéixer com en la reencarnació, altres que l'ànima simplement acaba i altres que es converteix en un heroi "deïficat".
Segons Dapper, per a qui tots els éssers divins africans eren manifestacions del Diable, el seu principal culte estava dedicat a qui anomenava "dimonis de camp i casa" (velt en huisduivelen) que eren fets "de diverses formes, i cadascun tenia el seu propi nom". No obstant això, també va assenyalar que un "nkisi" ("mokisie") no era ni bo ni dolent, sinó un terme general per a tota mena de divinitat.
Encara que aquestes deïtats tinguessin jurisdiccions específiques en el món natural, també estaven localitzades en un lloc determinat, tot i que també podrien viatjar amb persones. Es feien de nous tot el temps, i van competir per l'autoritat, o la gent els va jutjar efectius o no d'acord amb el seu acompliment. Els sacerdots ("caçadors de dimonis" segons Dapper) anomenats "Enganga Mokisie" (Kikongo modern "e nganga nkisi") van utilitzar una elaborada cerimònia per aconseguir la possessió per una divinitat i, per tant, van crear una revelació contínua per identificar un protector per a una llar o comunitat.
També va proporcionar descripcions de molts altres santuaris regionals. Thiriko estava en un poble del mateix nom; era un gran santuari d'una casa amb forma d'home que protegia el benestar general d'aquell país. Nkisi tenia una bossa quadrada de pell de lleó plena de petxines, pedres, campanes de ferro i altres ingredients. Era portàtil; els viatgers i els mercaders portaven aquesta bossa amb ells en els seus viatges. A la ciutat de Kiko hi havia el nkisi anomenat Lykikoo, que era una estàtua de fusta en forma d'home. Preservava la mort de la gent de Kiko, i va poder fer que els morts treballessin per ell. Malemba tenia la forma d'una estoreta on es col·locaven cistelles plenes de diversos ingredients i que protegien la salut del rei. Altres nkisi com Makongo, Mimi, Kossie, Kitouba, Kymayi, Injami, Panza, Pongo i Moanze eren també santuaris comarcals o municipals, que generalment inclouen talles de personatges, cistelles i altres elements amb el mateix tipus d'ingredients, petxines, banyes, material vegetal i similars que eren característics d'aquests santuaris.

### Cristianisme a Loango
Pràcticament des del començament de la seva existència independent, Loango va tenir compromís amb el cristianisme. Diogo I del Congo va enviar missioners a Loango durant el seu regnat (1545-1561) que va coincidir amb l'expansió i la independència de Loango. Segons un relat d'un sacerdot a la cort de Diogo, el rei i "tot el seu poble" es van convertir, igual que el germà del rei "Manilembo", un sacerdot d'"ídols pagans." En 1583 missioners carmelites de camí cap a Loango van dir que el rei els havia enviat per ser batejat i per demanar missioners per al seu poble, una petició que fou repetida als jesuïtes en 1603. Un altre informe jesuïta va assenyalar la conversió del país al cristianisme el 1628.
El 1663, el sacerdot caputxí hongarès pare Berdardino d'Ungheria va batejar el rei Afonso i també 6.000 dels seus súbdits. A la seva mort hi va haver una guerra civil i una alternança de reis, però el partit cristià va ser derrotat en 1665.
Loango va tornar a buscar el cristianisme el 1773 quan els missioners francesos van arribar al país.
Malgrat tots aquests intents, mai no hi va haver una església cristiana permanent, patrocinada per l'estat a Loango, com al Congo. No hi ha dubte que una part de la població era cristiana, inclosos aquells que vivien a prop de comerciants portuguesos, comerciants que havien treballat al Congo i que s'hi havien convertit allí, i així.

### La diàspora Loango-Vili
Al segle xvii, els comerciants de Vili viatjaven a certa distància de la seva pàtria a la recerca d'oportunitats comercials. Entre els primers assenyalats van ser els viatges a les mines de coure al districte de Mindouli i el territori de "Bukkameale" (potser la Vall de Niari) on es podria obtenir el coure. Els primers registres comercials holandesos indiquen que Loango va exportar considerablement el coure al mercat europeu durant aquest període. Loango va ser un important productor i exportador de teles, tant a l'interior com als portuguesos de Luanda, on es van importar milers de metres de tela de Loango a principis del segle xvii.
A finals del segle xvii i més enllà, els comerciants de Vili també van participar en el comerç d'esclaus. Loango no va exportar gaires esclaus abans del seu contacte amb els comerciants europeus, però al final el país va exportar esclaus en quantitats considerables. Encara que alguns d'aquests esclaus van ser adquirits localment, molts més van ser adquirits de diverses regions a l'interior. Un comerç d'esclaus primerenc va conduir al Regne del Congo, on els comerciants van veure oportunitats per exportar esclaus als comerciants holandesos i anglesos i van evitar impostos i regulacions que obstaculitzava el mercat a Luanda controlat pels portuguesos. Es va informar de comunitats de Vili a São Salvador, capital del Congo en 1656, on alguns es convertiren al cristianisme. En 1683 comerciaven a les regions de parla ambundu de l'est d'Angola; un tractat amb la reina Verónica I (1683–1722) de Ndongo-Matamba va especificar que prometia no continuar negociant amb ells.
No obstant això, els esforços per part de Portugal per evitar els seus contactes comercials van fracassar, i les comunitats Vili es podien trobar a tot el Congo i a Ndongo-Matamba, així com a regions veïnes entre ells. A més de comprar i vendre esclaus, Vili es va involucrar en la indústria local, especialitzada en ferreteria.
El comerç de Vili també es va estendre cap a l'interior de les terres del regne Teke i territoris més enllà del riu Congo. Al final dels segles XVIII, els esclaus de la zona "Bobangi" més enllà de la zona Teke eren un percentatge important d'exportacions.
Encara que els navegants europeus van visitar Loango regularment, no van establir una presència permanent en forma de fàbriques, com va passar en altres parts d'Àfrica. Per contra, els carregadors es mantenien ancorats a la costa i feien tractes amb funcionaris locals, els mafouks, que comerciaven amb l'interès reial i mantenien una influència europea directa a la longitud dels seus braços. Els mafouks també es van beneficiar comercialment dels arranjaments, i de vegades eren capaços d'influir en la política reial cap a ells i cap al comerç.

## Llista de Ma-Loango

### Segle XVII
- Moe Poaty, regnà sota el nom Kamangou al principi del segle XVII
- Ngouli N'kama Loembe
- N'gangue M'voumbe Niambi

### Segle XVIII
- N'gangue M'voumbe Nombom, mort en 1766
- N'gangue M'voumbe Makosso, de 1773 a 1787.

### Segle XIX
- N'gangue M'voumbe Makosso Ma Nombo
- N'gangue M'voumbe Makosso Ma N'Sangou, de 1840 a 1885
- Moe Pratt
- N'gangue M'voumbe Loembe Lou N'kambissi, regnà sota el nom de M'voudoukousala (1900).

### Segle XX
- Moe Loembe Lou N'Gombi .
- Moe Loembe
- N'gangue M'voumbe Tchiboukili, sota el nom de Moe Poaty II,
- Moe "Kata Matou" 1923 - 1926. Fou destituït per l'administració colonial.
- Moe Poaty III, N'gangue M'voumbe Oussangueme, regnà de 1931 a 1975
- Moe Taty Ier